# Tipula letifera
Tipula letifera är en tvåvingeart som beskrevs av Alexander 1951. Tipula letifera ingår i släktet Tipula och familjen storharkrankar. Inga underarter finns listade i Catalogue of Life.